# 陳偉 (音樂人)
陳偉，台灣音樂製作人。1990在夏威夷設計並成立了自己的錄音室Fortune Sun Studios，1994年回到台灣，發行了兩張個人創作專輯《讓愛單飛》、《他們都猜錯》和一張英文專輯《Unforgettable》，同時也陸續為其他藝人寫歌。1996年因為黃鶯鶯的提攜賞識擔任製作大任，在台灣逐漸建立起自己的音樂品牌。除了本身的鐵碗音樂工作室Take One Music的製作工作外，亦成立了超因素Sonic Boom Mastering Studio後製公司，以期提升國語音樂整體的製作水準。旗下詞曲創作人有宋念宇、曹宇棠。

## 歷年音樂作品
| 發行 | 歌手          | 歌曲                        | 收入專輯                | 製作               | 備註                                            |
| 1996 | 李玟          | 《愛情的好處》              | 《往日情·愛我久一點》   | 作曲、編曲、監製   |                                                 |
| 1996 | 李玟          | 《無處躲雨》                | 《往日情·愛我久一點》   | 作曲、編曲、監製   |                                                 |
| 1996 | 李玟          | 《Need Some Lovin' Tonite》 | 《往日情·愛我久一點》   | 作曲、編曲、監製   |                                                 |
| 1996 | 李玟          | 《童話最後一章》            | 《往日情·愛我久一點》   | 作曲、編曲、監製   |                                                 |
| 1997 | 齊豫          | 《懶洋洋》                  | 《駱駝·飛鳥·魚》        | 作曲、編曲、監製   |                                                 |
| 1998 | 李玟          | 《亮亮的承諾》              | 《Sunny Day·好心情》    | 作曲、編曲、監製   |                                                 |
| 1998 | 李玟          | 《不玩這種》                | 《Sunny Day·好心情》    | 作曲、編曲、監製   |                                                 |
| 1998 | 李玟          | 《不愛你了》                | 《Sunny Day·好心情》    | 作曲、編曲、監製   |                                                 |
| 1998 | 許志安        | 《魔法戀人》                | 《甲乙丙丁》            | 作曲、編曲、監製   |                                                 |
| 1998 | 許志安        | 《Don't Say Sorry》         | 《甲乙丙丁》            | 作曲、編曲、監製   |                                                 |
| 1998 | 許志安        | 《4月17日, Angel Pub》      | 《甲乙丙丁》            | 作曲、編曲、監製   |                                                 |
| 1998 | 許志安        | 《寂寞電台》                | 《甲乙丙丁》            | 作曲、編曲、監製   |                                                 |
| 1999 | 伊能静        | 《想离你再近一点》          | 《我很勇敢》            | 作曲               |                                                 |
| 1999 | 蔡健雅        | 《呼吸》                    | 《呼吸》                | 作曲、編曲、監製   |                                                 |
| 1999 | 蔡健雅        | 《最後一個煩惱》            | 《呼吸》                | 作曲、編曲、監製   |                                                 |
| 1999 | 鄭中基        | 《I Won't Cry》             | 《我真的可以》          | 作曲、編曲、監製   |                                                 |
| 1999 | 許志安        | 《第一天就愛你》            | 《相信愛情》            | 作曲、編曲、監製   |                                                 |
| 1999 | 許志安        | 《相愛的人本來就該黏著的》  | 《相信愛情》            | 作曲、編曲、監製   |                                                 |
| 1999 | 李玟          | 《今天到永遠》              | 《今天到永遠》          | 編曲、監製         |                                                 |
| 1999 | 李玟          | 《魔鏡》                    | 《今天到永遠》          | 作曲、編曲、監製   |                                                 |
| 1999 | 李玟          | 《你讓我有感覺》            | 《今天到永遠》          | 編曲、監製         |                                                 |
| 1999 | 王力宏        | 《不可能錯過你》            | 《不可能錯過你》        | 作曲、編曲、監製   |                                                 |
| 1999 | 王力宏        | 《不降落的滑翔翼》          | 《不可能錯過你》        | 作曲、編曲、監製   |                                                 |
| 1999 | 蕭亞軒        | 《沒有人》                  | 《蕭亞軒同名專輯》      | 作曲、編曲、監製   |                                                 |
| 1999 | 蕭亞軒        | 《突然想起你》              | 《蕭亞軒同名專輯》      | 作曲、編曲、監製   |                                                 |
| 1999 | 許志安        | 《救我》                    | 《我們都要幸福》        | 作曲、編曲、監製   |                                                 |
| 2000 | 古巨基        | 《我有一個好朋友》          | 《尋寶》                | 編曲、監製         |                                                 |
| 2000 | 古巨基        | 《告別黑暗》                | 《尋寶》                | 作曲、編曲、監製   |                                                 |
| 2000 | 蔡健雅        | 《願意渺小》                | 《記念》                | 作曲、編曲、監製   |                                                 |
| 2000 | 蕭亞軒        | 《雨季中》                  | 《紅薔薇》              | 作曲、編曲、監製   |                                                 |
| 2000 | 蔡依林        | 《You Gotta Know》          | 《Don't Stop》          | 作曲、編曲、監製   |                                                 |
| 2000 | 江美琪        | 《愛上你》                  | 《悄悄話》              | 作曲、編曲、監製   |                                                 |
| 2000 | 蔡依林        | 《快有愛》                  | 《Show Your Love》      | 作曲、編曲、監製   |                                                 |
| 2000 | 陳曉東        | 《愛一天多一天》            | 《比我幸福》            | 編曲、監製         |                                                 |
| 2000 | 陳曉東        | 《等等我》                  | 《比我幸福》            | 作曲、編曲、監製   |                                                 |
| 2001 | 蕭亞軒        | 《明天》                    | 《明天》                | 作曲、編曲、監製   |                                                 |
| 2001 | 蕭亞軒        | 《我愛你那麼多》            | 《明天》                | 作曲、編曲、監製   |                                                 |
| 2001 | 蔡依林        | 《看緊我》                  | 《Lucky Number》        | 作曲、編曲、監製   |                                                 |
| 2001 | 伊能靜        | 《聰明》                    | 《關不住》              | 作曲、編曲、監製   |                                                 |
| 2001 | 陳奕迅        | 《不如這樣》                | 《反正是我》            | 作曲、編曲         |                                                 |
| 2001 | 陳奕迅        | 《全世界失眠》              | 《反正是我》            | 作曲、編曲         |                                                 |
| 2001 | 陳奕迅        | 《Good Times》              | 《反正是我》            | 作曲、編曲         |                                                 |
| 2001 | 江美琪        | 《笨金魚》                  | 《想起》                | 作曲、編曲、監製   |                                                 |
| 2001 | 許志安        | 《怎麼愛都怕》              | 《這一秒，你好不好》    | 編曲、監製         |                                                 |
| 2001 | 許志安        | 《沒想到》                  | 《這一秒，你好不好》    | 編曲、監製         |                                                 |
| 2001 | 許志安        | 《背後的Guitar手》          | 《這一秒，你好不好》    | 監製               |                                                 |
| 2002 | 蕭亞軒        | 《我喜歡你快樂》            | 《4U》                  | 作曲、編曲、監製   |                                                 |
| 2002 | 蕭亞軒        | 《我們的寂寞》              | 《4U》                  | 作曲、編曲、監製   |                                                 |
| 2002 | 蕭亞軒        | 《愛的主打歌》              | 《愛的主打歌·吻》       | 作曲、監製         |                                                 |
| 2002 | 蕭亞軒        | 《開始飛吧》                | 《愛的主打歌·吻》       | 監製               |                                                 |
| 2002 | 蕭亞軒        | 《轉眼之間》                | 《愛的主打歌·吻》       | 監製               |                                                 |
| 2002 | 蕭亞軒        | 《離境》                    | 《愛的主打歌·吻》       | 作曲、編曲、監製   |                                                 |
| 2002 | 蕭亞軒        | 《願（粵語）》              | 《愛的主打歌·吻》       | 監製               |                                                 |
| 2002 | 蕭亞軒        | 《未來》                    | 《愛的主打歌·吻》       | 作曲、編曲、監製   |                                                 |
| 2003 | 王心凌        | 《非Soul-mate》             | 《Begin...》            | 作曲、編曲、監製   |                                                 |
| 2003 | 蕭亞軒        | 《幸福的地圖》              | 《第五大道》            | 作曲、編曲、監製   |                                                 |
| 2004 | 張韶涵        | 《我的最愛》                | 《Over the rainbow》    | 作曲、作詞         |                                                 |
| 2004 | 張韶涵        | 《寓言》                    | 《Over the rainbow》    | 編曲               |                                                 |
| 2004 | 吳克群        | 《吳克群》                  | 《吳克群》              | 編曲               |                                                 |
| 2004 | 吳克群        | 《學不會》                  | 《吳克群》              | 編曲               |                                                 |
| 2004 | 吳克群        | 《對不起》                  | 《吳克群》              | 編曲               |                                                 |
| 2004 | 吳克群        | 《鬥陣俱樂部》              | 《吳克群》              | 編曲               |                                                 |
| 2004 | 吳克群        | 《開場白》                  | 《吳克群》              | 編曲               |                                                 |
| 2004 | 吳克群        | 《別太溫柔》                | 《吳克群》              | 編曲               |                                                 |
| 2004 | 吳克群        | 《聖誕節分手》              | 《吳克群》              | 編曲               |                                                 |
| 2004 | 吳克群        | 《重開機》                  | 《吳克群》              | 編曲               |                                                 |
| 2004 | 張韶涵        | 《Mama Mama》               | 《歐若拉》              | 作曲、編曲         |                                                 |
| 2004 | 張韶涵        | 《復活節》                  | 《歐若拉》              | 作曲、編曲         |                                                 |
| 2004 | 張韶涵        | 《靜不下來》                | 《歐若拉》              | 作曲、編曲         |                                                 |
| 2005 | Twins         | 《見習愛神》                | 《見習愛神》            | 編曲               |                                                 |
| 2005 | Twins         | 《星光遊樂園》              | 《見習愛神》            | 作曲、編曲         |                                                 |
| 2005 | Twins         | 《數彩虹》                  | 《見習愛神》            | 作曲、編曲         |                                                 |
| 2005 | 羅志祥        | 《駭客入侵》                | 《催眠Show》            | 編曲               |                                                 |
| 2005 | 劉若英        | 《越愛越美麗》              | 《一整夜》              | 作曲               |                                                 |
| 2006 | Twins         | 《八十塊環遊世界》          | 《八十塊環遊世界》      | 作曲、編曲、監製   |                                                 |
| 2006 | Twins         | 《我很想愛他》              | 《八十塊環遊世界》      | 監製               |                                                 |
| 2006 | 張韶涵        | 《潘朵拉》                  | 《潘朵拉》              | 作曲、編曲         |                                                 |
| 2006 | 張韶涵        | 《香水百合》                | 《潘朵拉》              | 編曲               |                                                 |
| 2006 | 蕭亞軒        | 《代言人》                  | 《1087》                | 作曲、監製         |                                                 |
| 2006 | 蕭亞軒        | 《我要的世界》              | 《1087》                | 作曲、編曲、監製   |                                                 |
| 2007 | 張韶涵        | 《樣子》                    | 《夢裡花》              | 作曲、 編曲        |                                                 |
| 2007 | 張韶涵        | 《幻想愛》                  | 《夢裡花》              | 作曲、作詞、編曲   |                                                 |
| 2007 | 張韶涵        | 《給你給我》                | 《夢裡花》              | 作曲、作詞、編曲   |                                                 |
| 2007 | 張韶涵        | 《重來》                    | 《Ang 5.0》             | 編曲               |                                                 |
| 2007 | 張韶涵        | 《能不能勇敢說愛》          | 《Ang 5.0》             | 作曲、編曲         |                                                 |
| 2008 | 蕭敬騰        | 《疼愛》                    | 《蕭敬騰同名專輯》      | 製作人             |                                                 |
| 2008 | 蕭敬騰        | 《活著》                    | 《蕭敬騰同名專輯》      | 製作人             |                                                 |
| 2008 | 蕭敬騰        | 《疼愛》                    | 《蕭敬騰同名專輯》      | 製作人             |                                                 |
| 2008 | 蕭敬騰        | 《Blues》                   | 《蕭敬騰同名專輯》      | 作曲、作詞、製作人 |                                                 |
| 2008 | 蕭敬騰        | 《海戀芋》                  | 《蕭敬騰同名專輯》      | 製作人             |                                                 |
| 2008 | 宋念宇        | 《寂寞射手》                | 《小宇同學就是我》      | 作曲、編曲、製作人 |                                                 |
| 2009 | 蕭敬騰        | 《愛遊戲》                  | 《王妃》                | 作曲、製作人       |                                                 |
| 2009 | 張韶涵        | 《第五季》                  | 《第五季》              | 作曲               |                                                 |
| 2009 | 張韶涵        | 《白白的》                  | 《第五季》              | 作曲、編曲         |                                                 |
| 2009 | 張韶涵        | 《幸運之吻》                | 《第五季》              | 作曲、作詞、編曲   |                                                 |
| 2009 | 張韶涵        | 《搖擺頭》                  | 《第五季》              | 作曲、作詞、編曲   |                                                 |
| 2009 | 張韶涵        | 《我要你的》                | 《第五季》              | 作曲、編曲         |                                                 |
| 2009 | 張韶涵        | 《再快樂一點》              | 《第五季》              | 作曲、編曲         |                                                 |
| 2010 | 張韶涵        | 《海寶來了》                |                         | 製作               | 世博吉祥物主題歌曲                              |
| 2010 | 畢書盡        | 《Bii My Love》             | 《Bii Story》           | 作曲               |                                                 |
| 2011 | 范瑋琪        | 《左上角的心跳》            | 《Love & FanFan》       | 編曲               |                                                 |
| 2011 | 范瑋琪        | 《壞了良心》                | 《Love & FanFan》       | 編曲               |                                                 |
| 2011 | 曾靜玟        | 《路》                      | 《嗨！靜玟》            | 編曲、監製         |                                                 |
| 2011 | 蕭亞軒        | 《愛情的微光》              | 《我愛我》              | 作曲、編曲、監製   |                                                 |
| 2012 | 范瑋琪        | 《彈起來》                  | 《 愛在一起，Together》 | 作曲、監製         |                                                 |
| 2013 | 朱俐靜        | 《我會在你身邊》            | 《存在的力量》          | 作曲、編曲、監製   | 和畢書盡合唱，亦收入 《Come back to Bii》專輯中 |
| 2013 | 畢書盡        | 《再見再見》                | 《Come back to Bii》    | 作曲、編曲、監製   |                                                 |
| 2014 | 蕭亞軒        | 《浪漫來襲》                | 《不解釋親吻》          | 編曲、監製         |                                                 |
| 2014 | 蕭亞軒        | 《窒愛》                    | 《不解釋親吻》          | 編曲、監製         |                                                 |
| 2014 | 蕭亞軒        | 《記得要微笑》              | 《不解釋親吻》          | 編曲、監製         |                                                 |
| 2015 | 謝沛恩        | 《反正我是愛了》            | 《愛的生存之道插曲》    | 作曲、監製         |                                                 |
| 2016 | 劉艾立(Erika) | 《繞》                      | 《I Am Erika》          | 編曲、監製         |                                                 |
| 2016 | 劉艾立(Erika) | 《當一個天使的憂愁》        | 《I Am Erika》          | 編曲、監製         |                                                 |
| 2016 | 劉艾立(Erika) | 《有的沒的》                | 《I Am Erika》          | 編曲、監製         |                                                 |
| 2016 | 劉艾立(Erika) | 《平衡點》                  | 《I Am Erika》          | 編曲、監製         |                                                 |
| 2016 | 劉艾立(Erika) | 《開什麼玩笑》              | 《I Am Erika》          | 編曲、監製         |                                                 |
| 2016 | 劉艾立(Erika) | 《一起的事情》              | 《I Am Erika》          | 編曲、監製         |                                                 |
| 2016 | 劉艾立(Erika) | 《對白》                    | 《I Am Erika》          | 編曲、監製         |                                                 |
| 2016 | 劉艾立(Erika) | 《下一個未來》              | 《I Am Erika》          | 編曲、監製         |                                                 |
| 2016 | 劉艾立(Erika) | 《有事嗎》                  | 《I Am Erika》          | 編曲、監製         |                                                 |
| 2019 | 蕭亞軒        | 《當你和心跳一起出現》      | 《Naked Truth》         | 作曲、編曲、監製   |                                                 |
| 2020 | 蕭亞軒        | 《不如先慶祝能在一起》      | 《Naked Truth》         | 編曲、監製         |                                                 |
| 2020 | 蕭亞軒        | 《Lonely 911》              | 《Naked Truth》         | 編曲、監製         |                                                 |
| 2020 | 蕭亞軒        | 《Naked Truth赤裸真相》     | 《Naked Truth》         | 編曲、監製         |                                                 |
| 2020 | 蕭亞軒        | 《大師講》                  | 《Naked Truth》         | 編曲、監製         |                                                 |
| 2020 | 蕭亞軒        | 《不是東西》                | 《Naked Truth》         | 編曲、監製         |                                                 |
| 2020 | 蕭亞軒        | 《另一伴》                  | 《Naked Truth》         | 編曲、監製         |                                                 |
| 2020 | 蕭亞軒        | 《My Little Soldier》       | 《Naked Truth》         | 編曲、監製         |                                                 |

## 外部連結
- Takeone Music （页面存档备份，存于）